# ماتياس دي لوس سانتوس (لاعب كرة قدم)
ماتياس دي لوس سانتوس (بالإسبانية: Matías De Los Santos)‏ هو لاعب كرة قدم أوروغواياني في مركز الوسط، ولد في 28 سبتمبر 1998 في أرتيغاس في الأوروغواي. لعب مع بنيارول.

## وصلات خارجية
- ماتياس دي لوس سانتوس (لاعب كرة قدم) على موقع قاعدة بيانات كرة القدم.إي يو (الإنجليزية)
- ماتياس دي لوس سانتوس (لاعب كرة قدم) على موقع Soccerway.com (الإنجليزية)